# Lào Sủng
Người Lào Sủng (tiếng Lào: ລາວສູງ [láːw sǔːŋ], tiếng Pháp và chuyển tự Latin: Lao Soung, còn viết là Lao Sung) là tên chính thức ở Lào để chỉ chung những người Lào thuộc các sắc tộc thiểu số sống ở vùng núi cao. Người Lào Sủng chiếm 9% dân số ở Lào. Lào Sủng gồm cỡ 48 sắc tộc khác nhau, như người Dao, người Khơ Mú, Lô Lô, H'mông,....
Hầu hết họ đều thực hành các tôn giáo bản địa (hay tôn giáo sắc tộc) được gọi là Satsana Phi, bao gồm cả việc thờ phượng Lào phi và Đạo giáo Yao. Một số thực hành Phật giáo Theravada .
Hồi trước năm 1975 một bộ phận người Lào Sủng, nhiều nhất là người H'mông, đã chiến đấu chống lại chính quyền Pathet Lào cộng sản để giữ Chính phủ Hoàng gia Lào nắm quyền. Nhiều người đã di chuyển từ miền nam Trung Quốc và Lào sang Mỹ, Pháp và Úc trong những năm 1960, 1970 và 1980 để thoát khỏi các chính quyền cộng sản ở đó.